# ロストフ・グラーヴヌィ駅
ロストフ・グラーヴヌィ駅（ロストフ・グラーヴヌィえき、ロシア語: станция Ростов-Главный）はロシア連邦ロストフ州のロストフ・ナ・ドヌにある鉄道駅である。ロシア鉄道北カフカース鉄道支社の拠点駅である。

## 歴史
1869年にクルスク - ハルキウ - アゾフ間の鉄道（現在の南ウクライナ鉄道）がロストフ・ナ・ドヌに到達したのが始まりである。1876年にはコズロフ - ヴォロネジ - ロストフ間の鉄道も開通した。当時はドン川の河岸にロストフ駅ととナヒチェバン・ナ・ドヌ駅あったが、これらは閉鎖され、新たにナヒチェバン駅（現ロストフ・トヴァルヌィ駅）が開業した。
ロストフ・グラーヴヌィ駅の3階建ての駅舎は1875年に完成し、翌1876年に正式に開業した。第二次世界大戦中の1941年には空爆で駅舎が破壊された。
1970年代末までには高層ホテルを併設した新駅舎建設の計画は頓挫した。ソビエト連邦の崩壊後の2000年に駅舎の改装が始まり、2004年に完成した。 2006年には一部の長距離列車が市西部のロストフ・ペルヴォマイスキー駅発着に変更された。

## 列車
- 2016年現在[1]

### 通年運行
| 列車番号                      | 運行区間                                | 列車番号                      | 運行区間                                |
| ----------------------------- | --------------------------------------- | ----------------------------- | --------------------------------------- |
| 3 (カフカス号)                | キスロヴォツク - モスクワ               | 4 (カフカス号)                | モスクワ - キスロヴォツク               |
| 11                            | アナパ - モスクワ                       | 12                            | モスクワ - アナパ                       |
| 19 (プレミウム号)             | ロストフ・ナ・ドヌ - モスクワ           | 20 (プレミウム号)             | モスクワ - ロストフ・ナ・ドヌ           |
| 29 (プレミウム号)             | ノヴォロシースク - モスクワ             | 30 (プレミウム号)             | モスクワ - ノヴォロシースク             |
| 33 (オセチア号)               | ウラジカフカス - モスクワ               | 34 (オセチア号)               | モスクワ - ウラジカフカス               |
| 35 (セヴェルナヤ・パルミラ号) | アドレル - サンクトペテルブルク         | 36 (セヴェルナヤ・パルミラ号) | サンクトペテルブルク - アドレル         |
| 35 (ミハイル・ウリヤーノフ号) | アドレル - サンクトペテルブルク         | 36 (ミハイル・ウリヤーノフ号) | サンクトペテルブルク - アドレル         |
| 43 (チョルノモレツ号)         | ノヴォロシースク - サンクトペテルブルク | 44 (チョルノモレツ号)         | サンクトペテルブルク - ノヴォロシースク |
| 49                            | キスロヴォツク - サンクトペテルブルク   | 50                            | サンクトペテルブルク - キスロヴォツク   |
| 57                            | キスロヴォツク - イルクーツク           | 58                            | イルクーツク - キスロヴォツク           |
| 69                            | キスロヴォツク - ロストフ・ナ・ドヌ     | 70                            | ロストフ・ナ・ドヌ - キスロヴォツク     |
| 77                            | スタヴロポリ - モスクワ                 | 78                            | モスクワ - スタヴロポリ                 |
| 83                            | アドレル - モスクワ                     | 84                            | モスクワ - アドレル                     |
| 87                            | アドレル - ニジニ・ノヴゴロド           | 88                            | ニジニ・ノヴゴロド - アドレル           |
| 97                            | キスロヴォツク - ティンダ               | 98                            | ティンダ - キスロヴォツク               |
| 101 (プレミウム号)            | アドレル - モスクワ                     | 102 (プレミウム号)            | モスクワ - アドレル                     |
| 103 (プレミウム号)            | アドレル - モスクワ                     | 104 (プレミウム号)            | モスクワ - アドレル                     |
| 109                           | アナパ - モスクワ                       | 110                           | モスクワ - アナパ                       |
| 115                           | アドレル - サンクトペテルブルク         | 116                           | サンクトペテルブルク - アドレル         |
| 121                           | ウラジカフカス - サンクトペテルブルク   | 122                           | サンクトペテルブルク - ウラジカフカス   |
| 125                           | ノヴォロシースク - モスクワ             | 126                           | モスクワ - ノヴォロシースク             |
| 139                           | アドレル - ノヴォシビルスク             | 140                           | ノヴォシビルスク - アドレル             |
| 143                           | キスロヴォツク - モスクワ               | 144                           | モスクワ - キスロヴォツク               |
| 145 (イングーシェチヤ号)      | ナズラン - モスクワ                     | 146 (イングーシェチヤ号)      | モスクワ - ナズラン                     |
| 149                           | ミネラーリヌィエ・ヴォードィ - ミンスク | 150                           | ミンスク - ミネラーリヌィエ・ヴォードィ |
| 301                           | アドレル - ミンスク                     | 302                           | ミンスク - アドレル                     |
| 305                           | スフミ - モスクワ                       | 306                           | モスクワ - スフミ                       |
| 309                           | アドレル - ヴォルクタ                   | 310                           | ヴォルクタ - アドレル                   |
| 311                           | ノヴォロシースク - ヴォルクタ           | 312                           | ヴォルクタ - ノヴォロシースク           |
| 325                           | ノヴォロシースク - ペルミ               | 326                           | ペルミ - ノヴォロシースク               |
| 335                           | ノヴォロシースク - エカテリンブルク     | 336                           | エカテリンブルク - ノヴォロシースク     |
| 339                           | ノヴォロシースク - ニジニ・ノヴゴロド   | 340                           | ニジニ・ノヴゴロド - ノヴォロシースク   |
| 377                           | ノヴォロシースク - モスクワ             | 378                           | モスクワ - ノヴォロシースク             |
| 381                           | グロズヌイ - モスクワ                   | 382                           | モスクワ - グロズヌイ                   |
| 385                           | アドレル - アルハンゲリスク             | 386                           | アルハンゲリスク - アドレル             |
| 389                           | アナパ - ミンスク                       | 390                           | ミンスク - アナパ                       |
| 397                           | マハチカラ - サンクトペテルブルク       | 398                           | サンクトペテルブルク - マハチカラ       |
| 561                           | シンフェロポリ - ロストフ・ナ・ドヌ     | 562                           | ロストフ・ナ・ドヌ - シンフェロポリ     |
| 641                           | アドレル - ロストフ・ナ・ドヌ           | 642                           | ロストフ・ナ・ドヌ - アドレル           |
| 805 (ラースタチカ号)          | クラスノダール - ロストフ・ナ・ドヌ     | 806 (ラースタチカ号)          | ロストフ・ナ・ドヌ - クラスノダール     |
| 807 (ラースタチカ号)          | クラスノダール - ロストフ・ナ・ドヌ     | 808 (ラースタチカ号)          | ロストフ・ナ・ドヌ - クラスノダール     |